# Кутище (Коростенський район)
Ку́тище (стара назва — Полісся) — село в Україні, у Чоповицькій селищній громаді Коростенського району Житомирської області. Населення становить 62 осіб.

## Географія
На південному сході від села бере початок річка Глиник, ліва притока Ірши.

## Історія
Утворилося на початку XX століття й проіснувало як хутір до середини 1960-х років. 